# Berl Katznelson
Berl Katznelson (hebreiska: ברל כצנלסון), född 25 januari 1887 i Babrujsk i Kejsardömet Ryssland (nu Belarus), död 12 augusti 1944 i Jerusalem, var en av de intellektuella grundarna av arbetarsionismen, som bidrog till grundandet av den moderna staten Israel. Han var även redaktör för arbetartidningen Davar.

## Biografi
Katznelson föddes i Babrujsk i Judiska bosättningsområdet i Kejsardömet Ryssland; han var son till en medlem av Hovevei Zion. Från tidig ålder drömde han om att bosätta sig i det judiska hemlandet. I Ryssland var han bibliotekarie i ett hebreiskt-jiddischt bibliotek och undervisade inom hebreisk litteratur och judisk historia. Han flyttade till Osmanska Palestina 1909, där han arbetade inom jordbruket och tog en aktiv roll i att organisera arbetarförbund, vilka byggde på idén om "gemensamt arbete, liv och strävanden."
Tillsammans med sin kusin, Yitzhak Tabenkin, var Katznelson en av grundarna av den israeliska fackföreningen Histadrut. I egenskap av detta grundade Katznelson tillsammans med Meir Rothberg konsumentkooperativet Hamashbir Lazarchan. Han hjälpte till att etablera sjukfonden Clalit Health Services, en viktig del i Israels nätverk av socialiserad sjukvård. År 1925 etablerade Katznelson tillsammans med Moshe Beilinson dagstidningen Davar, och blev dess första redaktör; en position han innehade fram till sin död. Han var även grundare och första chefredaktör för förlaget Am Oved.
Katznelson var välkänd för sin önskan om fredlig samlevnad mellan araber och judar i Israel. Han var en uttalad motståndare av FN:s delningsplan för Palestina. Han sade:
"Jag vill inte se förverkligandet av sionismen i form av det nya Polen, med araber på judarnas plats och judarna på polackernas plats, som det styrande folket. För mig skulle detta innebära den fullständiga perversionen av det sionistiska idealet ... Vår generation har varit vittne till det faktum att nationer som strävar efter frihet och som kastade bort förtryckelsens ok skyndade för att placera detta ok på andras axlar. Genom generationerna då vi blev förföljda, landsförvisade och slaktade, lärde vi oss inte bara smärtan av exil och underkastelse, utan också att förakta tyranni. Var detta bara ett fall av sura druvor? När vi nu drömmen om slavar som önskar härska?"
Katznelson talade också om judiskt självhat och sade:
"Finns det ett annat folk på jorden som är så känslomässigt förvridet att de anser att allt deras nation gör är föraktligt och hatiskt, medan varje mord, våldtäkt, rån som begås av deras fiender fyller deras hjärtan med beundran och vördnad?"
Katznelson dog av ett pulsåderbråck 1944 och blev på egen begäran begravd på kyrkogården vid stranden av Galileiska sjön, bredvid Sarah Shmukler.

## Minnen av Katznelson
Golda Meir minns i sin biografi Berl Katznelson som en central figur i den judiska gemenskapen i Palestina:
"Berl var inte ett dugg fysiskt imponerande. Han var liten, hans hår var alltid ovårdat, hans kläder alltid skrynkliga. Men hans vackra leende lyste upp hans ansikte, och [han] såg rakt igenom dig, så att ingen som någonsin talat med Berl glömde honom. Jag tänker på honom som jag såg honom, hundratals gånger, begravd i en sliten gammal fåtölj i ett av de två rum kantade med böcker där han bodde i hjärtat av gamla Tel-Aviv, där alla kom för att se honom och där han arbetade (eftersom han hatade att gå till ett kontor). "Berl vill att du tittar förbi" var som en befallning som alla lydde. Inte för att han höll hov eller någonsin gav order, men ingenting gjordes, inga beslut av någon betydelse för arbetarrörelsen i synnerhet eller Yishuv i allmänhet fattades, utan att Berls åsikt först hade sökts."
Katznelson är idag uppmärksammad på många platser. Beit Berl nära Tzofit, Ohalo (”hans tält”) vid Galileiska sjön och Kibbutz Be'eri (efter Katznelsons författarnamn). Många gator i hela Israel är namngivna till hans minne. Israeliska Postväsendet har givit ut ett jubileumsfrimärke med Berl Katznelsons motiv.